# Visões cristãs sobre o casamento
Terminologia cristã e visões teológicas do casamento variam conforme o período histórico, o país e as diferentes Denominações cristãs.
Católicos romanos e ortodoxos orientais consideram o casamento um sacramento sagrado ou mistério sagrado, enquanto protestantes consideram o casamento uma instituição sagrada ou “ordem santa” de Deus. No entanto, houve atitudes divergentes entre as denominações e cristãos individuais não apenas em relação ao conceito de casamento cristão, mas também no que diz respeito ao divórcio, ao recasamento, aos papéis de gênero, à autoridade familiar (a “Patriarcado bíblico|liderança” do marido), ao status legal das mulheres casadas, ao controle de natalidade, à idade mínima para casar, ao casamento entre primos, ao casamento com a cunhada viúva, ao casamento inter-religioso, ao casamento entre pessoas do mesmo sexo e à poligamia, entre outros tópicos, de modo que, no século XXI, não se pode afirmar que exista uma visão única, uniforme e global do casamento entre todos os que se declaram cristãos.
Os ensinamentos cristãos nunca sustentaram que o casamento seja necessário para todos; por muitos séculos na Europa Ocidental, o celibato sacerdotal ou monástico foi valorizado tanto quanto, se não mais, do que o casamento. Cristãos que não se casavam eram esperados a abster-se de qualquer atividade sexual, assim como aqueles que recebiam ordens sagradas ou faziam votos monásticos.
Em alguns países ocidentais, uma cerimônia civil separada e laica é exigida para reconhecimento pelo Estado, enquanto em outros países ocidentais os casais precisam apenas obter uma licença de casamento de uma autoridade governamental local e podem ser casados por clero cristão ou outro, se estiverem legalmente autorizados a celebrar casamentos. Nesse caso, o Estado reconhece o casamento religioso como um casamento civil; e os casais cristãos casados dessa forma têm todos os direitos do casamento civil, incluindo, por exemplo, o divórcio, mesmo que sua igreja proíba o divórcio.

## Fundamentos bíblicos e história

### Novo Testamento além dos Evangelhos

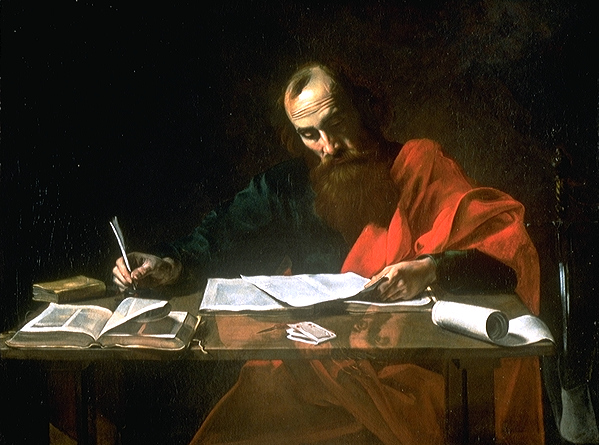
São Paulo escrevendo suas epístolas, século XVI.

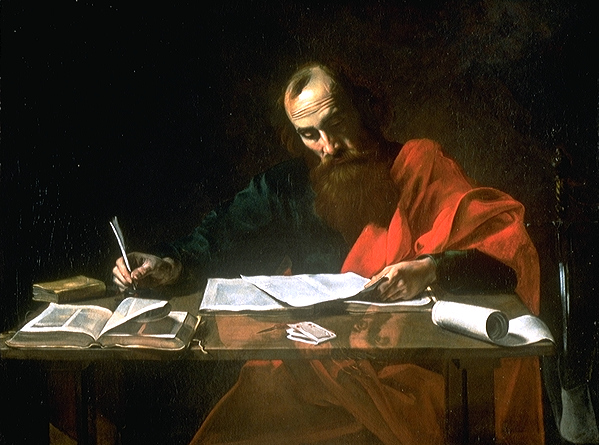
São Paulo escrevendo suas epístolas, século XVI.

O apóstolo Paulo citou passagens de Gênesis quase literalmente em dois de seus livros do Novo Testamento. Ele usou o casamento não apenas para descrever o reino de Deus, como Jesus havia feito, mas também para definir a natureza da igreja cristã do século I. Sua visão teológica era um desenvolvimento cristão do paralelo do Antigo Testamento entre o casamento e o relacionamento entre Deus e Israel. Ele comparou a igreja a uma noiva e Cristo ao noivo — traçando paralelos entre o casamento cristão e o relacionamento entre Cristo e a Igreja.
Não há indícios no Novo Testamento de que Jesus tenha sido casado, nem evidência clara de que Paulo tenha se casado. No entanto, tanto Jesus quanto Paulo parecem considerar o casamento um chamado legítimo de Deus para os cristãos. Paulo eleva o estado de solteiro ao de posição preferível, mas faz uma ressalva sugerindo que isso se deve à "crise iminente" — que poderia se estender aos tempos atuais (veja também Privilégio paulino). A principal preocupação de Paulo era que o casamento adiciona obrigações à vida que prejudicam a capacidade de servir a Deus sem distrações.
Alguns estudiosos especularam que Paulo pode ter sido viúvo, já que antes de sua conversão ao cristianismo ele era um fariseu e membro do Sinédrio, posições em que a norma social da época exigia que o homem fosse casado. Mas é igualmente provável que ele nunca tenha se casado.

### Jesus sobre casamento, divórcio e novo casamento

Símbolo às vezes usado para casamento cristão: dois anéis de casamento dourados entrelaçados com as letras gregas xi (X) e rho (P) — as duas primeiras letras da palavra grega para "Cristo" (ver Lábaro)

Segundo o Vaticano, antes de 2002, os votos matrimoniais são inquebráveis, de modo que mesmo nas circunstâncias angustiantes em que um casal se separa, continuam casados do ponto de vista de Deus. Até pelo menos essa data, essa é a posição da Igreja Católica Romana, embora ocasionalmente a igreja declare um casamento "nulo" (ou seja, que nunca foi realmente um casamento). William Barclay (1907–1978) escreveu:

Não houve época na história em que o vínculo matrimonial tenha estado em maior perigo de destruição do que nos dias em que o cristianismo surgiu neste mundo. Naquela época, o mundo corria risco de testemunhar o quase total desmantelamento do casamento e o colapso do lar... Teoricamente, nenhuma nação jamais teve um ideal de casamento mais elevado do que os judeus. A voz de Deus havia dito: "Odeio o divórcio"
William Barclay

O teólogo Frank Stagg afirma que os manuscritos discordam quanto à presença, no texto original, da expressão "exceto por fornicação".:pp.300–301 Stagg escreve: "O divórcio sempre representa fracasso...um desvio da vontade de Deus... Há graça e redenção onde há contrição e arrependimento... Não há autorização clara no Novo Testamento para recasamento após o divórcio." Stagg interpreta que o principal propósito de Mateus 5 era "condenar o ato criminoso do homem que divorcia uma esposa inocente... Jesus estava repreendendo o marido que vitimiza uma esposa inocente e pensa que compensa dando-lhe o divórcio". Ele aponta que Jesus se recusou a ser encurralado pelos Fariseus na escolha entre as posições rígida e liberal sobre o divórcio vigentes no judaísmo da época. Quando lhe perguntaram, "É lícito a um homem divorciar-se de sua esposa por qualquer motivo?" ele respondeu reafirmando a vontade de Deus conforme declarada em Gênesis, e Gênesis 2:24 que no casamento marido e mulher se tornam "uma só carne", e o que Deus uniu o homem não deve separar.:pp.300–301
Não há evidência de que Jesus tenha se casado, e há considerável evidência de que ele permaneceu solteiro. Em contraste com o judaísmo e muitas outras tradições,:p.283 ele ensinou que há lugar para o celibato voluntário no serviço cristão. Ele acreditava que o casamento poderia ser uma distração de uma missão urgente, pois vivia num tempo de crise e urgência em que o Reino de Deus seria estabelecido, quando não haveria casamento nem o ato de casar:

"Eu lhes digo a verdade", disse Jesus, "ninguém que tenha deixado casa, mulher, irmãos, pais ou filhos por causa do reino de Deus deixará de receber muitas vezes mais nesta era e, na era vindoura, vida eterna."

### Novo Testamento além dos Evangelhos
O apóstolo Paulo citou passagens de Gênesis quase literalmente em dois de seus livros do Novo Testamento. Ele usou o casamento não apenas para descrever o reino de Deus, como Jesus havia feito, mas também para definir a natureza da igreja cristã do século I. Sua visão teológica era um desenvolvimento cristão do paralelo do Antigo Testamento entre o casamento e o relacionamento entre Deus e Israel. Ele comparou a igreja a uma noiva e Cristo ao noivo — traçando paralelos entre o casamento cristão e o relacionamento entre Cristo e a Igreja.
Não há indícios no Novo Testamento de que Jesus tenha sido casado, nem evidência clara de que Paulo tenha se casado. No entanto, tanto Jesus quanto Paulo parecem considerar o casamento um chamado legítimo de Deus para os cristãos. Paulo eleva o estado de solteiro ao de posição preferível, mas faz uma ressalva sugerindo que isso se deve à "crise iminente" — que poderia se estender aos tempos atuais (veja também Privilégio paulino). A principal preocupação de Paulo era que o casamento adiciona obrigações à vida que prejudicam a capacidade de servir a Deus sem distrações.
Alguns estudiosos especularam que Paulo pode ter sido viúvo, já que antes de sua conversão ao cristianismo ele era um fariseu e membro do Sinédrio, posições em que a norma social da época exigia que o homem fosse casado. Mas é igualmente provável que ele nunca tenha se casado.

### Casamento e os Pais da Igreja Primitiva
Com base no exemplo de Jesus e Paulo, alguns dos primeiros Pais da Igreja atribuíam menor valor à família e viam o celibato e a liberdade dos laços familiares como um estado preferível.
Os Pais da Igreja Niceno como Agostinho acreditavam que o casamento era um sacramento porque era um símbolo usado por Paulo para expressar o amor de Cristo pela Igreja. Contudo, havia também uma dimensão apocalíptica em seus ensinamentos, e ele afirmava que se todos parassem de casar e ter filhos seria algo admirável; isso significaria que o Reino de Deus retornaria ainda mais cedo e o mundo chegaria ao fim. Tal visão reflete o passado maniqueísta de Agostinho e a influência do Neoplatonismo.
Embora sustentasse o ensino do Novo Testamento de que o casamento é "honrado em todos e o leito sem mácula", Agostinho acreditava que "entretanto, quando se trata do processo efetivo de geração, o próprio abraço que é lícito e honrado não pode ser realizado sem o ardor da luxúria... Isso é a concupiscência carnal, que, embora não seja mais considerada pecado no regenerado, jamais acontece à natureza exceto pelo pecado".
Tanto Tertuliano quanto Gregório de Nissa eram pais da igreja que se casaram. Ambos enfatizavam que a felicidade no casamento estava, em última instância, enraizada na miséria. Viam o casamento como um estado de servidão que só poderia ser curado pelo celibato. Escreveram que, no mínimo, a mulher virgem poderia esperar libertação da "governança de um marido e das cadeias dos filhos".:p.151
Tertuliano argumentou que o segundo casamento, tendo sido liberado do primeiro pela morte, "terá de ser classificado como nada mais do que uma espécie de fornicação", baseado em parte no raciocínio de que isso implica desejar casar-se com uma mulher por puro ardor sexual, o que um convertido cristão deve evitar.
Defendendo também o celibato e a virgindade como alternativas preferíveis ao casamento, Jerônimo escreveu: "Não é desprezar o matrimônio preferir a virgindade. Ninguém pode comparar duas coisas se uma é boa e a outra é má". Em 1 Coríntios 7:1, ele argumenta: "É bom, diz ele, que um homem não toque em mulher. Se é bom não tocar em mulher, é mau tocar: pois não há oposto para a bondade senão a maldade. Mas se é mau e o mal é perdoado, a razão para a concessão é prevenir um mal pior".
São João Crisóstomo escreveu: "...a virgindade é melhor que o casamento, por mais bom que seja... O celibato é... uma imitação dos anjos. Portanto, a virgindade é tanto mais honrosa do que o casamento quanto o anjo é superior ao homem. Mas por que digo anjo? Cristo, Ele mesmo, é a glória da virgindade".
Cipriano, bispo de Cartago, disse que o primeiro mandamento dado aos homens era crescer e multiplicar-se, mas agora que a terra estava cheia não havia necessidade de continuar esse processo de multiplicação.
Essa visão do casamento refletiu-se na ausência de qualquer formalização de liturgia para o casamento na Igreja primitiva. Nenhum cerimonial especial foi elaborado para celebrar o casamento cristão — apesar de a Igreja ter produzido liturgias para celebrar a Eucaristia, o Batismo e a Confirmação. Não era necessário que um casal obtivesse a bênção de um padre. As pessoas podiam casar-se por acordo mútuo na presença de testemunhas.
A princípio, o antigo rito pagão romano era usado pelos cristãos, embora superficialmente modificado. O primeiro relato detalhado de um casamento cristão no Ocidente data do século IX. Esse sistema, conhecido como esponsais, persistiu após a Reforma.

## Crenças e práticas denominacionais

### Catolicismo

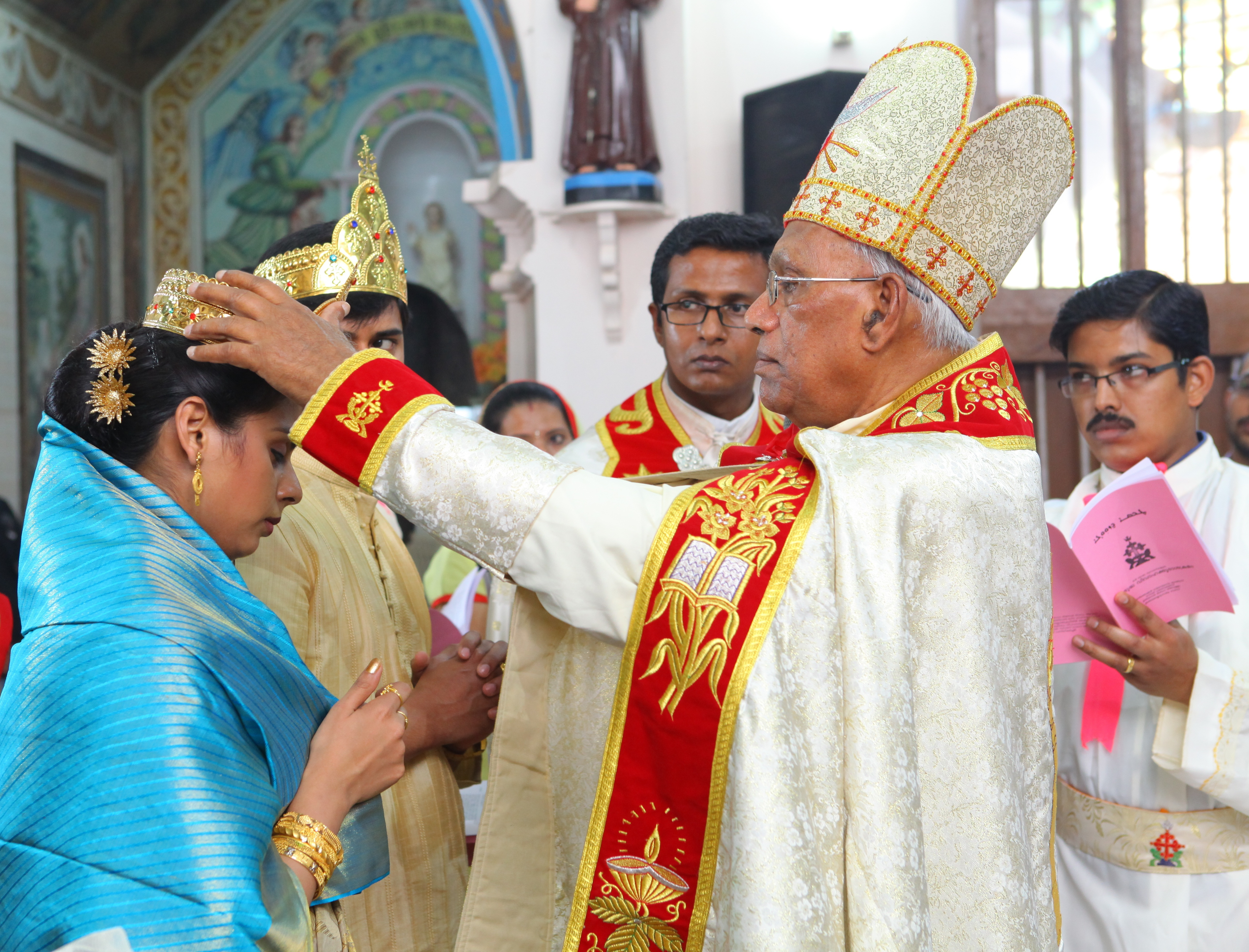
Misterério da Coroação durante o Sacramento do Matrimônio na Igreja Siro-Malabar

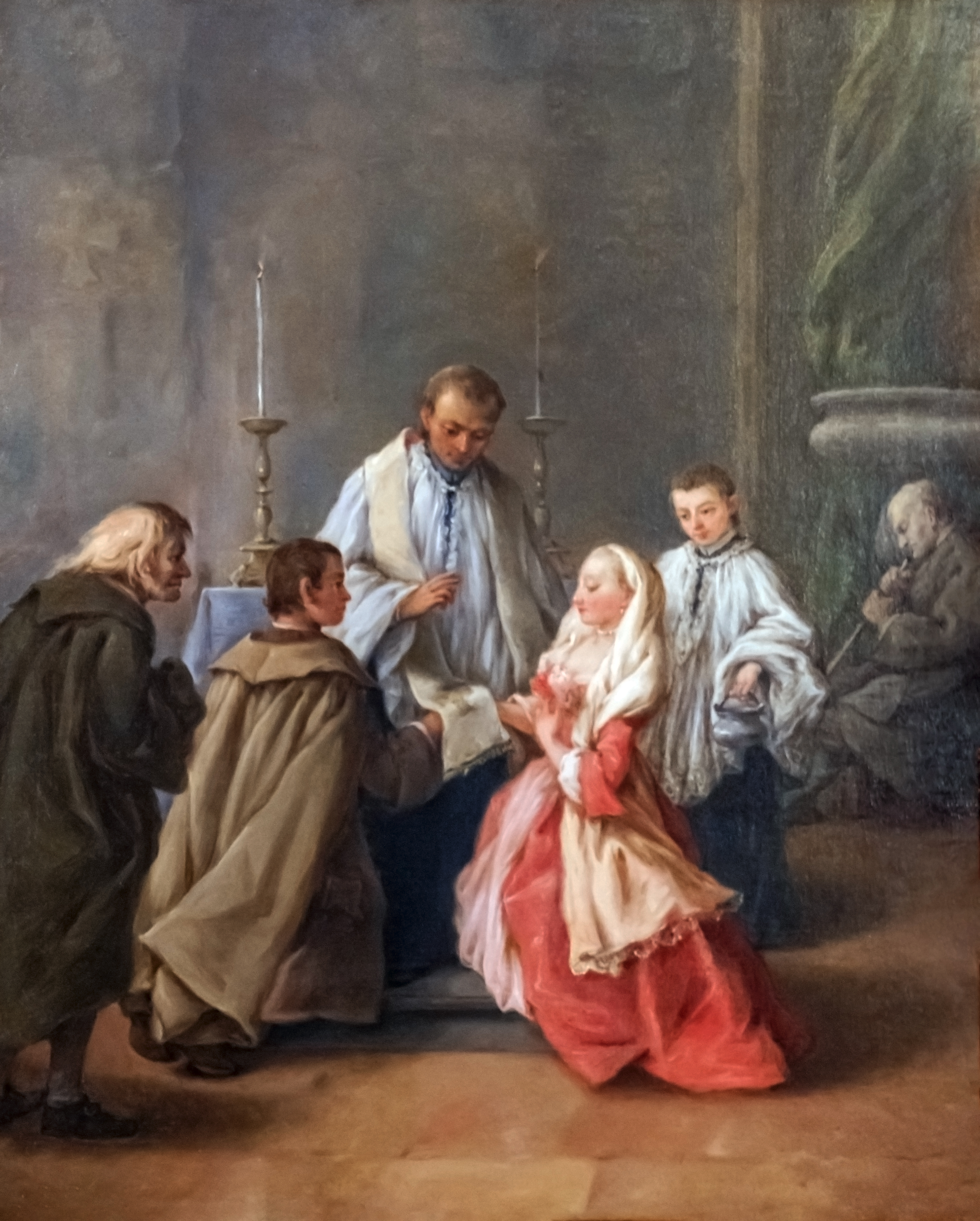
Casal católico em seu Santo Matrimônio ou casamento. Nos Ritos litúrgicos latinos da Igreja Católica, durante a celebração o sacerdote impõe sua estola sobre as mãos do casal, como sinal de confirmação do vínculo matrimonial.

Hoje todas as denominações cristãs consideram o casamento uma instituição sagrada, uma aliança. Os católicos romanos o consideram um sacramento. O casamento foi oficialmente reconhecido como sacramento no Concílio de Verona de 1184. Antes disso, não havia ritual específico prescrito para celebrar um casamento: "Os votos de casamento não precisavam ser trocados em uma igreja, nem a presença de um sacerdote era exigida. Um casal podia trocar consentimento em qualquer lugar, a qualquer momento."
Nos decretos sobre o casamento do Concílio de Trento (vigésima quarta sessão de 1563), a validade do casamento passou a depender da celebração perante um sacerdote e duas testemunhas, embora a ausência de exigência de consentimento parental tenha encerrado um debate que se arrastava desde o século XII. No caso de divórcio, o direito da parte inocente de se casar novamente era negado enquanto a outra parte estivesse viva, mesmo que esta tivesse cometido adultério.
A Igreja Católica só permitiu que os casamentos ocorressem dentro das igrejas a partir do século XVI; anteriormente, os matrimônios religiosos aconteciam no pórtico da igreja.
A Igreja Católica ensina que Deus é o autor da instituição sagrada do casamento, que jamais pode ser desfeita, mesmo se o cônjuge obtiver divórcio civil; enquanto ambos estiverem vivos, a Igreja os considera unidos por Deus. O Santo Matrimônio é outro nome para o casamento sacramental. O casamento destina-se a ser uma união fiel, exclusiva e vitalícia entre homem e mulher. Ao se comprometerem totalmente um com o outro, marido e esposa católicos buscam santificar-se mutuamente, gerar filhos e educá-los na fé. Homem e mulher, embora diferentes, se complementam, unindo-se afetivamente.
O casamento válido de cristãos batizados é um dos sete sacramentos católicos. O sacramento do casamento não é administrado diretamente pelo sacerdote, embora este seja a principal testemunha do sacramento que os cônjuges conferem um ao outro durante a cerimônia.
A Igreja sustenta que Cristo estabeleceu o sacramento do casamento nas Bodas de Cana, de modo que nem Igreja nem Estado podem alterar seu significado e estrutura básicos. Marido e esposa doam-se um ao outro até a morte.

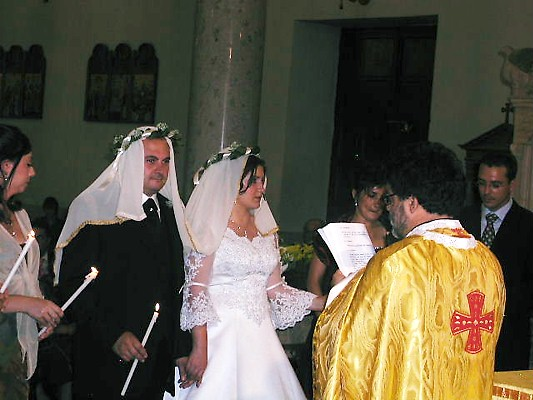
Casal Arbëreshë durante casamento em rito Italo-grego

Hoje é comum casamentos mistos entre católicos e não católicos batizados, desde que decidam livremente permanecer juntos, fiéis e educar os filhos na fé.

### Protestantismo

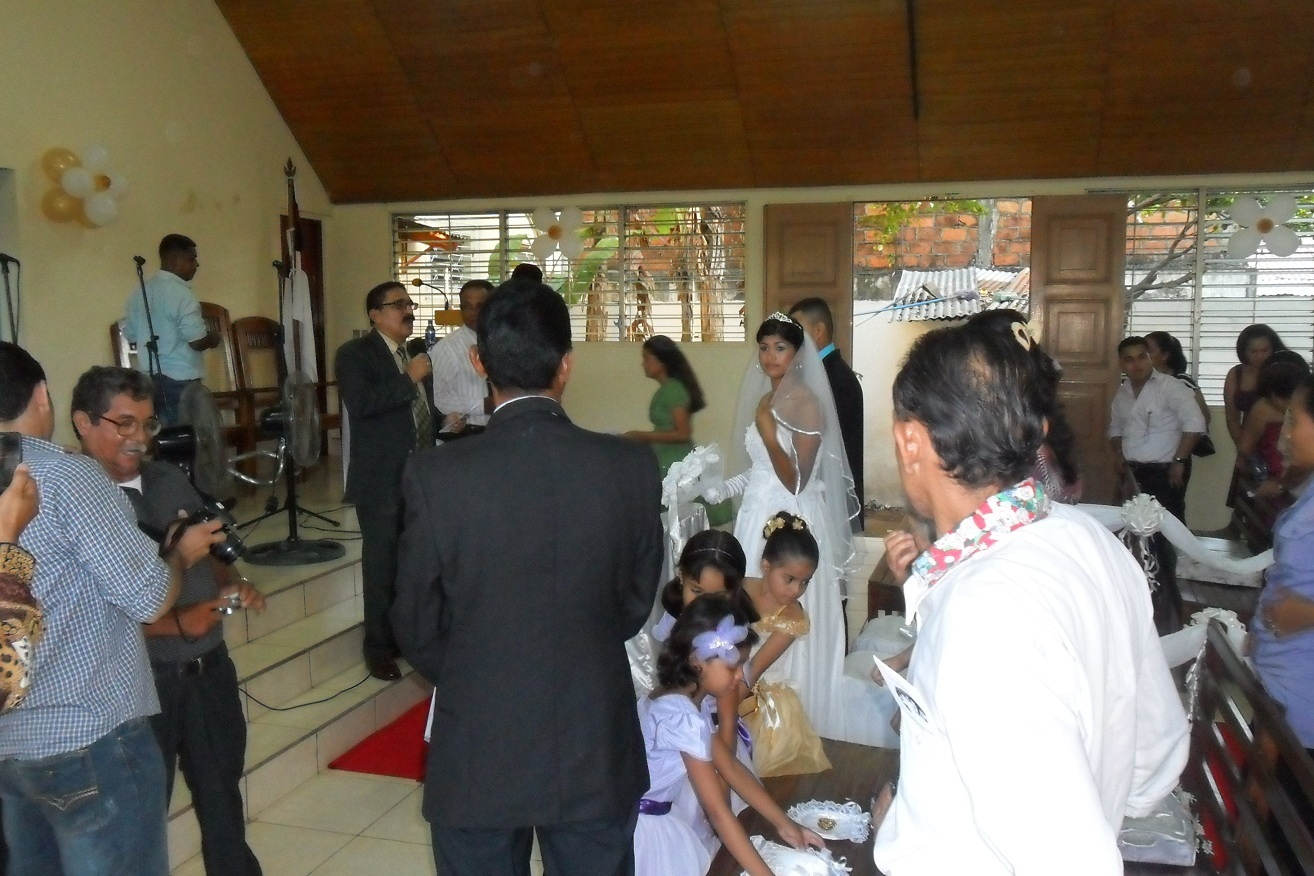
Cerimônia na First Baptist Church of Rivas, Convenção Batista da Nicarágua.

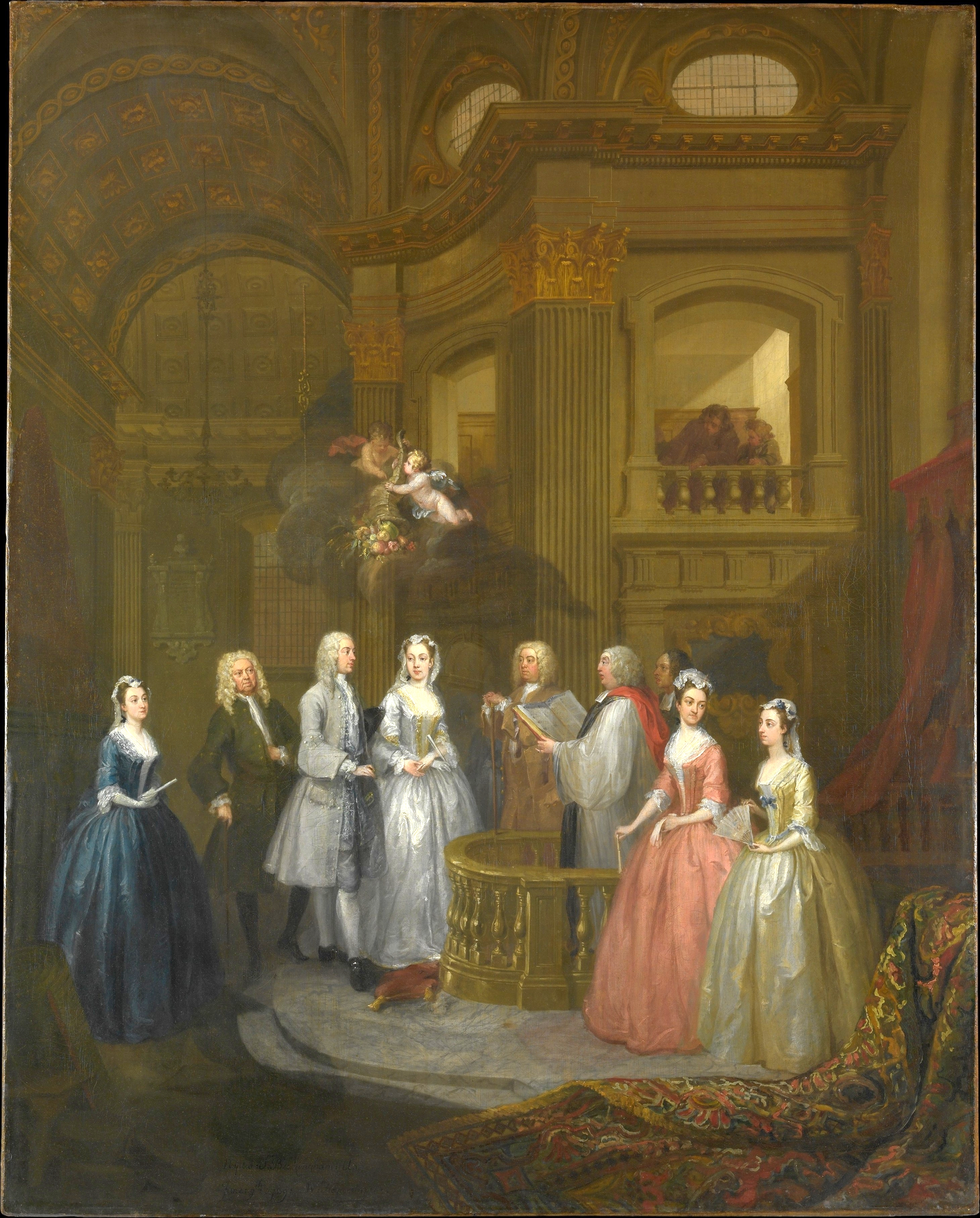
The Wedding of Stephen Beckingham and Mary Cox, William Hogarth, c. 1729 (Metropolitan Museum of Art, NYC).

#### Objetivos
A maioria das denominações protestantes sustenta que o casamento é ordenado por Deus para a união entre um homem e uma mulher. Vêem os principais objetivos dessa união como o companheirismo, a criação de filhos e o apoio mútuo para cumprir suas vocações. As igrejas protestantes veem o prazer sexual conjugal como dom de Deus, embora variem quanto ao controle de natalidade, desde a aceitação da contracepção até o ensino de doutrinas como Quiverfull — segundo as quais o controle de natalidade é pecaminoso e os cristãos devem ter famílias numerosas. Conservadores protestantes consideram o casamento um pacto solene entre esposa, marido e Deus. Aplicam a sexualidade apenas dentro do casamento e em geral desencorajam o divórcio, variando a abordagem por denominação; a Igreja Reformada na América permite divórcio e recasamento, enquanto a Conferência Metodista Evangélica proíbe o divórcio salvo em caso de fornicação e não permite novo casamento.
Muitos metodistas ensinam que o casamento é "dom e pacto de Deus destinado a imitar o pacto de Deus com a humanidade" que "os cristãos recebem em seu batismo". Por exemplo, o rito usado na Igreja Metodista Livre proclama que o casamento é "mais do que um contrato legal, sendo um vínculo de união feito no céu, no qual vocês entram discretamente e reverentemente".

#### Papéis e responsabilidades
Os papéis e responsabilidades de maridos e esposas variam agora consideravelmente ao longo de um contínuo entre a visão tradicional de dominação masculina/submissão feminina e a mudança em direção à igualdade (sem identidade) entre a mulher e o homem. Há considerável debate entre muitos cristãos hoje — não apenas protestantes — sobre se a igualdade entre marido e esposa ou a liderança masculina é a visão ordenada pela Bíblia, e mesmo se isso é bíblicamente permitido. As opiniões divergentes dividem-se em dois grupos principais: complementaristas (que defendem a liderança do marido e a submissão da esposa) e igualitários cristãos (que acreditam em plena igualdade de parceria em que os casais podem descobrir e negociar papéis e responsabilidades no casamento).
Não há debate de que Efésios 5 apresenta um modelo historicamente benevolente de liderança do marido/submissão da esposa no casamento. As questões são: (a) como esses códigos domésticos do Novo Testamento devem ser reconciliados com as exortações anteriores no capítulo 5 (cf. versos 1, 18 e 21) ao chamado à submissão mútua entre todos os crentes, e (b) o significado de “cabeça” no v. 23. É importante notar que o versículo 22 não contém verbo nos manuscritos originais, que também não foram divididos em versículos:

Efésios 5 (NVI)
1 Portanto, sigam o exemplo de Deus como filhos amados 2 e vivam no caminho do amor... 18 sejam cheios do Espírito... 21 sujeitem-se uns aos outros no temor de Cristo. 22 Mulheres, sujeitem-se cada uma ao seu próprio marido, como ao Senhor. 23 Pois o marido é a cabeça da mulher, como Cristo é a cabeça da igreja, seu corpo, do qual ele é o Salvador. 24 Assim como a igreja está sujeita a Cristo, assim também as esposas estejam em tudo sujeitas a seus maridos. 25 Maridos, amem suas esposas, assim como Cristo amou a igreja e entregou-se por ela 26 para santificá-la, tendo-a purificado pela lavagem da água mediante a palavra, 27 e para apresentá-la a si mesmo como igreja gloriosa, sem mancha nem ruga ou coisa semelhante, mas santa e inculpável. 28 Assim também os maridos devem amar suas esposas como amam a si mesmos. Quem ama sua esposa ama a si mesmo. 29 Afinal, ninguém jamais odiou o próprio corpo, antes o alimenta e dele cuida, assim como Cristo faz com a igreja— 30 pois somos membros do seu corpo. 31 “Por isso o homem deixará pai e mãe e se unirá à sua mulher, e os dois se tornarão uma só carne.” 32 Este mistério é grande; refiro-me, porém, a Cristo e à igreja. 33 Porém cada um de vocês também ame sua esposa como a si mesmo, e a esposa respeite o marido.

### Ortodoxia Oriental

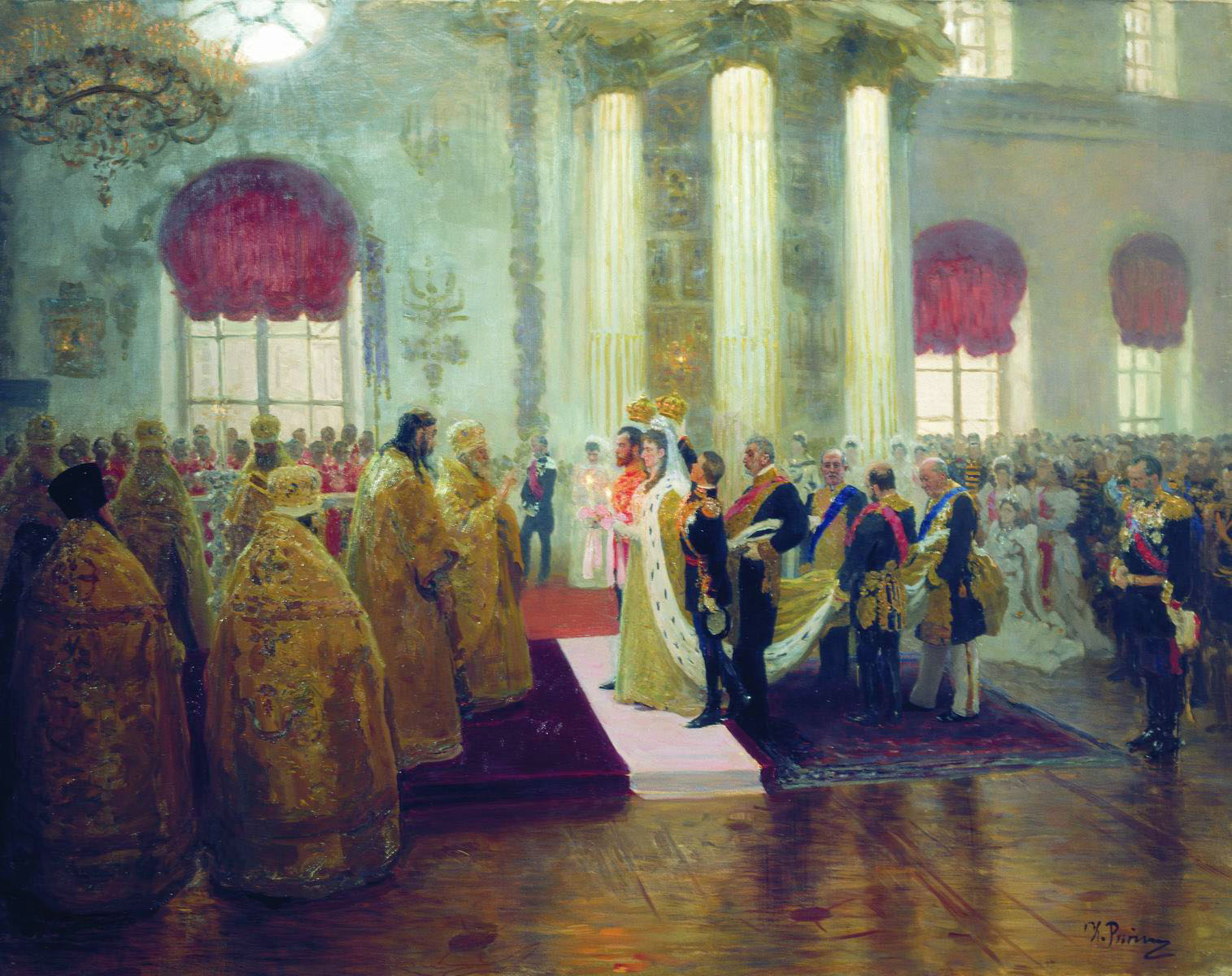
O casamento de Nicolau II e Alexandra Feodorovna, por Ilya Efimovich Repin, 1894 (Museu Russo de Estado, São Petersburgo).

Na Igreja Ortodoxa Oriental, o casamento é encarado como um Mistério Sagrado (sacramento) e como uma ordenação. Serve para unir um homem e uma mulher em união eterna diante de Deus. Refere-se aos primeiros séculos da igreja, quando a união espiritual de cônjuges no primeiro casamento sacramental era eterna. Portanto, é considerado um martírio à medida que cada cônjuge aprende a morrer para si mesmo pelo bem do outro. Como todos os Mistérios, o casamento ortodoxo é mais do que apenas uma celebração de algo que já existe: é a criação de algo novo, a concessão ao casal da graça que os transforma de 'casal' em marido e esposa dentro do Corpo de Cristo.

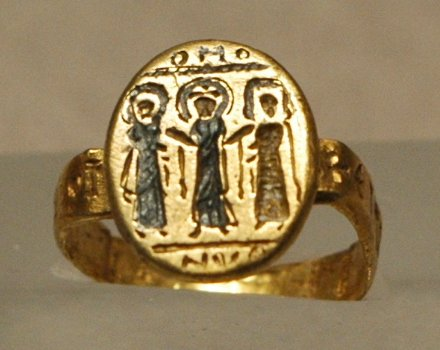
Anel de casamento bizantino, representando Cristo unindo a noiva e o noivo, século VII, ouro niello (Museu do Louvre).

O casamento é um ícone (imagem) da relação entre Jesus e a Igreja. Isso assemelha-se ao uso que os profetas do Antigo Testamento faziam do casamento como analogia para descrever a relação entre Deus e Israel. O casamento é a união mais simples e básica da igreja: uma congregação onde “dois ou três estão reunidos em nome de Jesus”. O lar é considerado um espaço consagrado (o ritual de Bênção de uma Casa é baseado no da Consagração de uma Igreja), e marido e esposa são considerados os ministros dessa congregação. Entretanto, eles não “realizam” os sacramentos na igreja doméstica; eles “vivem” o Sacramento do Matrimonio. Como o casamento é uma peregrinação na qual o casal caminha lado a lado em direção ao Reino dos Céus, o casamento com parceiro não ortodoxo é desencorajado, embora possa ser permitido.
Diferentemente do cristianismo ocidental, os cristãos orientais não consideram que o aspecto sacramental do casamento seja conferido pelo próprio casal. Em vez disso, o casamento é conferido pela ação do Espírito Santo atuando por meio do sacerdote. Além disso, ninguém além de um bispo ou sacerdote — nem mesmo um diácono — pode realizar o Mistério Sagrado.
O sinal externo do casamento é a colocação de coroas nupciais sobre as cabeças do casal e o compartilhamento de um “Cálice Comum” de vinho. Uma vez coroados, o casal caminha em círculo três vezes em uma “dança” cerimonial no centro da igreja, enquanto o coral entoa um hino antífona de três partes, “Dança, Isaías”.
O compartilhamento do Cálice Comum simboliza a transformação da união deles de um casamento comum em uma união sagrada. A cerimônia geralmente é realizada após a Liturgia Divina, na qual o casal recebe a Sagrada Comunhão. Tradicionalmente, o casal usaria as coroas nupciais por oito dias, e existe uma oração especial feita pelo sacerdote na remoção das coroas.
O divórcio é desencorajado. Às vezes, por economia (misericórdia), um casamento pode ser dissolvido se não houver qualquer esperança de que cumpra, ainda que parcialmente, seu caráter sacramental pretendido. A fórmula padrão para novo matrimônio é que a Igreja Ortodoxa abençoa alegremente o primeiro casamento, apenas realiza o segundo, tolera com relutância o terceiro e invariavelmente proíbe o quarto. “Com base no ideal do primeiro casamento como imagem da glória de Deus, a questão é qual significado tal segundo casamento possui e se pode ser considerado Mysterion. Mesmo havendo opiniões (especialmente no Ocidente) que negam sacramentalidade ao segundo casamento, na literatura ortodoxa geralmente se atribui a ele sacramentalidade reduzida ou plena. A investigação do rito do segundo casamento mostra que ambas as posições que afirmam sacramentalidade podem ser justificadas.”

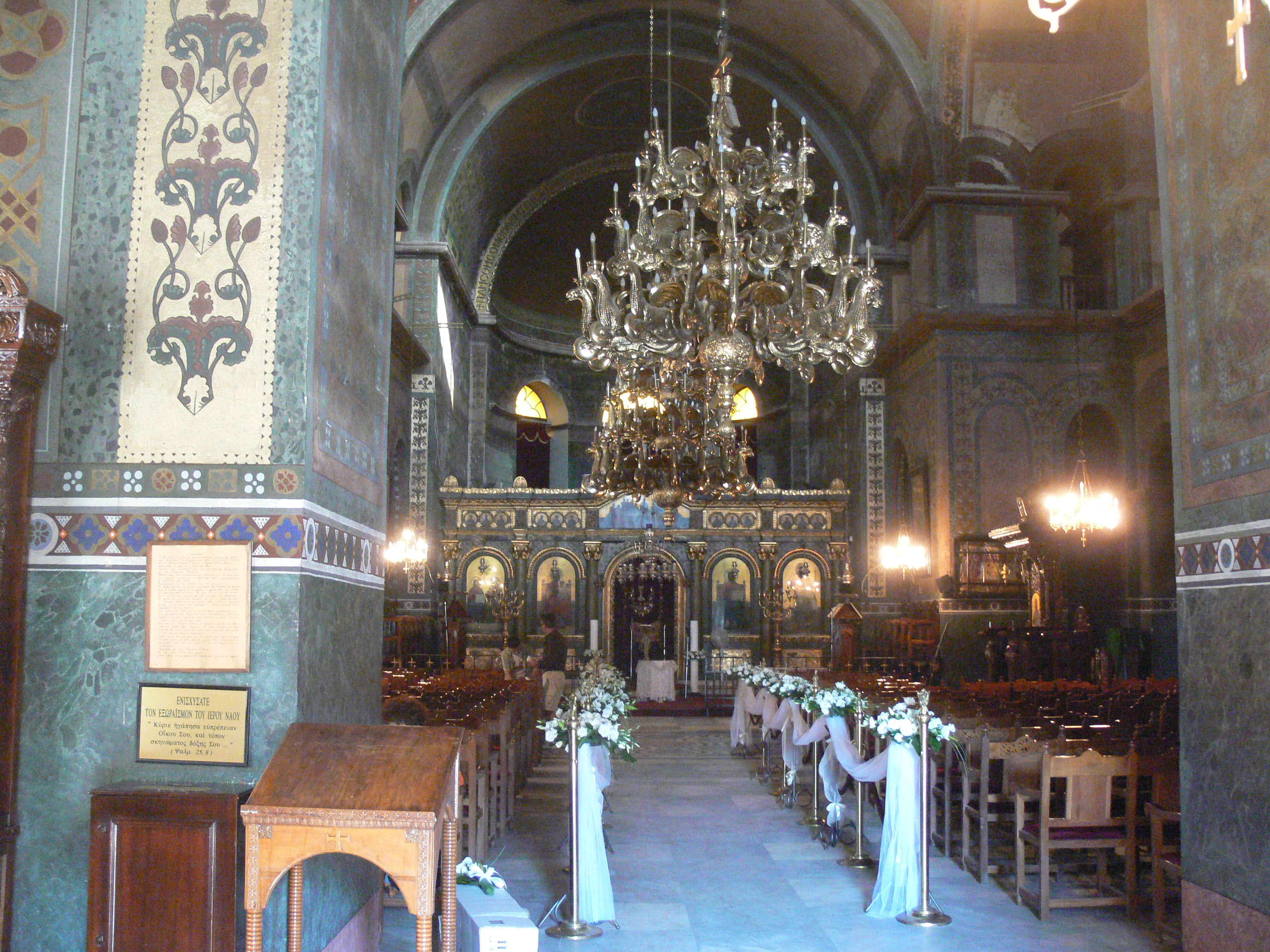
Igreja ortodoxa preparada para um casamento (Hagia Sophia, Salônica).

Textos da Igreja Primitiva proíbem o casamento entre um cristão ortodoxo e um herege ou cismático (incluindo cristãos não ortodoxos). Ortodoxos tradicionais proíbem casamentos mistos com outras denominações; os mais liberais os celebram, desde que o casal se comprometa a educar os filhos na fé ortodoxa.
Todas as pessoas são chamadas ao celibato — nascem em virgindade, e os cristãos ortodoxos, segundo a Tradição Sagrada, devem permanecer assim a menos que sejam chamados ao matrimônio e esse chamado seja santificado. A igreja abençoa dois caminhos à salvação: monasticismo e casamento. O mero celibato, sem santificação monástica, tende a cair no egoísmo e é visto com desaprovação.
Padres ortodoxos que servem em paróquias geralmente são casados e devem fazê-lo antes da ordenação. Se casarem após ordenados, não podem mais exercer sacramentos. Se ficarem viúvos e se casarem novamente, perdem o direito ao sacerdócio. Um homem casado pode ser ordenado padre ou diácono, mas não após a ordenação. Bispos devem ser monges e, portanto, celibatários; porém, um padre viúvo pode receber tonsura monástica e tornar-se elegível ao episcopado.
A Igreja Ortodoxa Oriental crê que o casamento é união eterna dos cônjuges, mas no Céu não há vínculo procriativo do matrimônio.

### Ortodoxia Oriental (não calcedoniana)
As Igrejas não calcedonianas da Ortodoxia Oriental mantêm visões quase idênticas às da Igreja Ortodoxa Oriental (calcedoniana). A Igreja Ortodoxa Copta permite segundos casamentos apenas em casos de adultério ou morte do cônjuge.

### Denominações não trinitárias

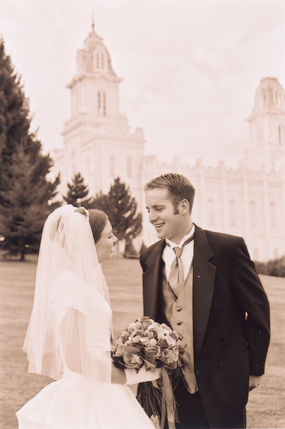
Um casamento celestial deve ser celebrado em um templo SUD.

#### A Igreja de Jesus Cristo dos Santos dos Últimos Dias
Ver também
Nos ensinamentos da Igreja de Jesus Cristo dos Santos dos Últimos Dias (SUD), o casamento celestial (ou eterno) é um pacto entre homem, mulher e Deus celebrado por autoridade do Sacerdócio em um templo da igreja. O casamento celestial destina-se a perdurar para sempre na vida após a morte, caso homem e mulher não quebrem seus convênios. Assim, casais eternamente casados costumam ser referidos como “selados”. Os casais selados que cumprem seus convênios têm a promessa de que sua posteridade será selada a eles na vida após a morte. (Portanto, “famílias para sempre” é expressão comum na Igreja SUD.) Um casamento celestial é requisito para a exaltação.
Em alguns países, casamentos celestiais podem ser reconhecidos como civis; em outros, o casal casa-se civilmente fora do templo e depois é selado em casamento celestial. (A igreja não realiza casamento celestial sem casamento civil prévio ou simultâneo.) A igreja incentiva seus membros a manter boa condição para casar-se ou ser selado no templo. O casamento celestial não é anulado por divórcio civil: pode ser concedido “cancelamento de selamento”, mas apenas pela Primeira Presidência. Divórcio civil e casamento fora do templo carregam estigma na cultura mórmon; a igreja ensina que o “evangelho de Jesus Cristo — incluindo arrependimento, perdão, integridade e amor — oferece remédio para conflitos no casamento”. Sobre casamento e divórcio, a igreja instrui: “Nenhum oficial do sacerdócio deve aconselhar a quem casar-se, nem encorajar divórcio. Essas decisões cabem ao indivíduo. Quando um casamento termina em divórcio, ou marido e esposa se separam, devem sempre receber aconselhamento dos líderes da Igreja.”
Nos templos SUD, membros realizam casamentos celestiais vicários para casais falecidos que foram legalmente casados.

#### Nova Igreja (ou Igreja Swedenborgiana)
A Nova Igreja ensina que o amor conjugal (ou “amor conjugial”) é “a joia preciosa da vida humana e o repositório da religião cristã” porque o amor compartilhado entre marido e esposa é fonte de paz e alegria. Emanuel Swedenborg cunhou o termo “conjugial” (em vez de “conjugal”) para descrever o amor especial dos cônjuges. Quando trabalham juntos para edificar o casamento na Terra, ele continua após a morte e vivem como anjos no céu por toda a eternidade. Swedenborg afirmou ter conversado com casais angelicais casados por milhares de anos. Quem nunca se casou na vida natural poderá, se quiser, encontrar cônjuge no céu.

#### Testemunhas de Jeová
As Testemunhas de Jeová veem o casamento como arranjo permanente, com única exceção o adultério. O divórcio é fortemente desencorajado mesmo em caso de adultério, pois o cônjuge ofendido pode perdoar o infiel. Há provisão para separação doméstica em “falha no sustento do lar”, violência doméstica ou resistência espiritual do parceiro. Ainda assim, o divórcio é motivo para perda de privilégios na congregação. Casar-se após morte do cônjuge ou divórcio válido é permitido. O casamento é a única situação em que qualquer interação sexual é aceitável; mesmo assim, atos como sexo oral ou anal são restritos.[carece de fontes?] Cônjuges que cometem tais atos podem perder privilégios, pois devem dar bom exemplo.

## Casamento interdenominacional
No cristianismo, um casamento interdenominacional (ou casamento ecumênico) é a união de dois cristãos batizados de diferentes denominações, p.ex., um luterano e uma católica. Quase todas as denominações permitem interdenominacionais.
No metodismo, o parágrafo 81 do manual de 2014 da Conexão Metodista Allegheny Wesleyan afirma: “Não proibimos nosso povo de casar-se com quem não pertence à nossa conexão, desde que tais pessoas tenham forma e busquem o poder da piedade; porém, desencorajamos que casem-se com quem não corresponda a essa descrição.”
A Igreja Católica reconhece como sacramentais: (1) casamentos entre dois protestantes batizados ou dois cristãos ortodoxos batizados, e (2) entre não católicos batizados e católicos, embora, no segundo caso, seja necessária permissão do bispo diocesano (“permissão para casamento misto”). Por exemplo, “se dois luteranos se casarem na Igreja Luterana na presença de um ministro luterano, a Igreja Católica reconhece como sacramento válido.” Casamentos com ambos católicos ocorrem em igreja católica; se apenas um for católico, pode ser em igreja católica ou não católica.

## Casamento inter-religioso
No cristianismo, casamento inter-religioso é união de cristão batizado e pessoa não batizada, p.ex., cristão e judia.
Na Igreja Presbiteriana (EUA), a congregação local apoia e inclui casal inter-religioso, ajudando “pais a fazer e viver compromissos sobre a formação espiritual dos filhos” e incluindo-os na vida da Igreja. O pastor deve estar disponível para aconselhar o casal inter-religioso.
Embora a Igreja Católica reconheça como matrimônio natural casamentos entre dois não cristãos ou entre católico e não cristão, estes não são considerados sacramentais; no último caso, o católico deve obter dispensa de disparidade de culto.
No metodismo, o manual de 2014 da Conexão Metodista Allegheny Wesleyan desencoraja casamentos inter-religiosos: “Muitos cristãos casaram-se com não convertidos. Isso produziu efeitos negativos; foram prejudicados ou voltaram para a perdição.” Embora a Igreja Metodista Unida permita clérigos presidir casamentos inter-religiosos, observa que 1 Coríntios 6 tem sido interpretado “como ideal ou proibição absoluta de tais casamentos, por fidelidade às Escrituras e sobrevivência cristã.”
```
Para quem já vive esse casamento, a Igreja nota que 
São Paulo
 “se dirige a casados com incrédulos e os encoraja a permanecer no matrimônio.”
[
78
]
[
77
]
```

## Casamento entre pessoas do mesmo sexo
Denominações anglicanas como a Igreja Episcopal nos Estados Unidos, a Igreja Anglicana do Canadá, a Igreja Anglicana na Aotearoa, Nova Zelândia e Polinésia, a Igreja Episcopal Anglicana do Brasil, a Igreja Episcopal Escocesa e denominações protestantes históricas como a Igreja Unida de Cristo, a Igreja Unida do Canadá, a Igreja Comunitária Metropolitana, a Igreja Presbiteriana (EUA), os Quacres, a Igreja Reformada Unida, a Igreja da Escócia, a Igreja Metodista da Grã-Bretanha, a Igreja da Islândia, a Igreja da Suécia, a Igreja da Dinamarca, a Igreja da Noruega, a Igreja Protestante Unida na Bélgica, a Igreja Protestante em Baden, a Igreja Evangélica Luterana da Baviera, a Igreja Evangélica em Berlim, Brandemburgo e Alta Lusácia da Silésia, a Igreja Evangélica de Bremen, a Igreja Evangélica Luterana em Brunswick, a Igreja Evangélica do Eleitorado de Hesse-Waldeck, a Igreja Evangélica Luterana em Oldemburgo, a Igreja Evangélica Luterana de Hanover, a Igreja de Lippe, a Igreja Reformada Evangélica na Baviera e no Noroeste da Alemanha, a Igreja Evangélica no Reno, a Igreja Protestante em Hesse e Nassau, a Igreja Evangélica Luterana do Norte da Alemanha, a Igreja Protestante do Palatinado, a Igreja Evangélica de Vestfália, a Igreja Menonita na Holanda, a Igreja Protestante Unida da França, a Diocẹse Católica dos Velhos Católicos na Alemanha, a Igreja Católica Cristã da Suíça, algumas igrejas reformadas da Federação das Igrejas Protestantes Suíças como a Igreja Reformada de Aargau, a Igreja Protestante de Genebra ou a Igreja Reformada Evangélica do Cantão de Zurique e algumas denominações não trinitárias como a Igreja da Unidade e os Unitários, algumas evangélicas internacionais como a Associação de Batistas Bem-vindos e Afirmativos e a Igreja Pentecostal Afirmativa Internacional realizam casamentos entre pessoas do mesmo sexo.
A Igreja Evangélica Luterana da América, a Igreja Evangélica Luterana no Canadá, algumas igrejas luteranas e unidas na Igreja Evangélica na Alemanha, algumas igrejas reformadas da Federação das Igrejas Protestantes Suíças e a Igreja Protestante nos Países Baixos não celebram o matrimônio sacramental entre casais do mesmo sexo, mas abençoam uniões homoafetivas por meio de liturgia específica.
A Igreja Católica, a Igreja Ortodoxa Oriental e outras denominações protestantes mais conservadoras não celebram nem reconhecem o casamento entre pessoas do mesmo sexo, pois não o consideram casamento e classificam qualquer atividade sexual homoafetiva como pecado. A Conferência Anglicana do Futuro Global (GAFCON), composta pela Igreja Anglicana da Nigéria, pela Igreja Anglicana do Quênia, pela Igreja Anglicana da Tanzânia, por Ruanda e por Uganda; pela Igreja Anglicana da América do Sul, pela Austrália, por partes da Inglaterra, pelo Canadá, pelos Estados Unidos e pela Igreja da Índia reunidos na Conferência de Jerusalém, afirmou claramente “o padrão imutável do casamento cristão entre um homem e uma mulher como o local próprio para a intimidade sexual.”

## Localização do casamento
No que diz respeito à religião, a crença cristã histórica enfatiza que as cerimônias de casamento cristão devem ocorrer em uma Igreja; o matrimônio cristão deve começar onde também se inicia a jornada de fé, pois os cristãos recebem o sacramento do Batismo na igreja, na presença de sua congregação. Os casamentos católicos devem “ocorrer em um edifício de igreja” pois o matrimônio sagrado é um sacramento; os sacramentos, normalmente, ocorrem na presença de Cristo na casa de Deus, e “os membros da comunidade de fé [devem estar] presentes para testemunhar o evento e oferecer apoio e encorajamento aos que celebram o sacramento”. Os bispos nunca concedem permissão “àqueles que solicitam ser casados em um jardim, na praia ou em algum outro local fora da igreja” e uma dispensa é concedida apenas “em circunstâncias extraordinárias (por exemplo, se a noiva ou o noivo estiverem doentes ou incapacitados e não puderem comparecer à igreja)”. Para os cristãos, o casamento na igreja é visto como fator que contribui para que o casal recém-casado frequente regularmente a igreja a cada Dia do Senhor e eduque os filhos na fé.

## Visões teológicas
Os cristãos procuram manter a seriedade dos votos matrimoniais. Ainda assim, muitas denominações protestantes e a Igreja Ortodoxa respondem com compaixão a sofrimentos profundos, reconhecendo que o divórcio, embora aquém do ideal, às vezes é necessário para aliviar um dos cônjuges de dificuldades intoleráveis, infidelidade ou abandono. Embora a voz de Deus tenha dito “Eu odeio o divórcio”, algumas autoridades acreditam que a taxa de divórcio na igreja é quase comparável à da cultura em geral. A doutrina oficial da Igreja Católica considera o divórcio imoral, com exceção de seu uso para proteger um ou mais cônjuges, entendendo-se que o divórcio civil não equivale a um divórcio real perante Deus.
Atualmente, os cristãos adotam três visões concorrentes sobre qual é a relação ordenada bíblica entre marido e mulher. Essas visões variam desde o igualitarismo cristão, que interpreta o Novo Testamento como ensinando igualdade completa de autoridade e responsabilidade entre homem e mulher no casamento, até o patriarcado bíblico, que defende um “retorno ao patriarcado completo”, no qual as relações se baseiam no poder e na autoridade dominantes masculinos no casamento:
1. Igualitaristas cristãos acreditam em uma parceria igualitária entre esposa e marido, sem que nenhum seja designado como líder no casamento ou na família. Em vez disso, esposa e marido compartilham uma parceria plenamente igualitária tanto no matrimônio quanto na família. Seus defensores ensinam “o princípio bíblico fundamental da igualdade de todos os seres humanos diante de Deus”. Essa visão enfatiza que Deus fez o Homem, homem e mulher, com igual dignidade como dois modos de ser à imagem de Deus.

“Não há judeu nem grego, não há escravo nem livre, não há homem nem mulher, pois todos vocês são um em Cristo Jesus.”
De acordo com esse princípio, não pode haver justificação moral ou teológica para conceder ou negar permanentemente status, privilégio ou prerrogativa unicamente com base na raça, classe ou gênero de uma pessoa. Essa passagem é tipicamente usada para a visão igualitária, mas não leva em conta que o texto grego se dirige a “vocês”, pessoa gramatical plural, de modo que a aplicação a indivíduos constitui uma falácia de parte-todo ao ler Gálatas.
1. Complementarianos cristãos preconizam a chefia do marido — uma hierarquia liderada pelo homem. As crenças centrais dessa visão defendem a “chefia amorosa e humilde” do marido e a “submissão inteligente e voluntária” da esposa à sua liderança. Eles acreditam que as mulheres têm “funções e responsabilidades diferentes, mas complementares no casamento”.[129] Essa visão sustenta, conforme Gênesis 1, que homens e mulheres são criados com igual dignidade, mas também enfatiza distinções relacionais segundo o ensinamento de Paulo de que o casamento simboliza a união entre Cristo e sua noiva, a Igreja, o que implica que o homem deve ser como Cristo e a mulher como a Igreja.

1. Patriarcado bíblico prescreve uma hierarquia estrita de dominação masculina. Uma corrente muito rígida torna o marido o governante sobre sua esposa e seu lar.[130] O primeiro princípio dessa organização é que “Deus se revela como masculino, não feminino. Deus é o Pai eterno e o Filho eterno, o Espírito Santo também é referenciado como Ele, e Jesus Cristo é um homem”. Eles consideram o marido-pai como soberano de sua família — líder, provedor e protetor — e defendem que a esposa deve obedecer à sua chefia, conforme descrito em Efésios 6.[126] Uma versão dessa perspectiva leva à dominação da cabeça sobre o corpo, do homem sobre a mulher. Se for acompanhada de igual revelação da terra descrita como mãe na literatura sapiencial, da Igreja como uma mulher (ecclesia), etc., então uma segunda versão dessa visão é a patriarcal-matriarcal, que enfatiza dignidade igual, complementação assimétrica, cada um buscando a virtude, mas mantendo a metáfora essencial de cabeça-corpo usada por Paulo.

Algumas autoridades cristãs permitem a prática da poligamia (especificamente Poliginia), mas essa prática, além de ser ilegal em culturas ocidentais, passou a ser considerada fora da corrente principal do cristianismo na maior parte do mundo; a Federação Luterana Mundial organizou uma conferência regional na África, na qual a aceitação de poligamistas e de suas esposas na plena comunhão da Igreja Luterana da Libéria foi defendida como permissível. Enquanto a Igreja Luterana da Libéria permite que o homem mantenha as esposas caso as tenha antes de ser recebido na Igreja, ela não permite que poligamistas que já são cristãos casem-se com novas esposas após receberem o sacramento do Batismo.

### Autoridade e responsabilidades familiares

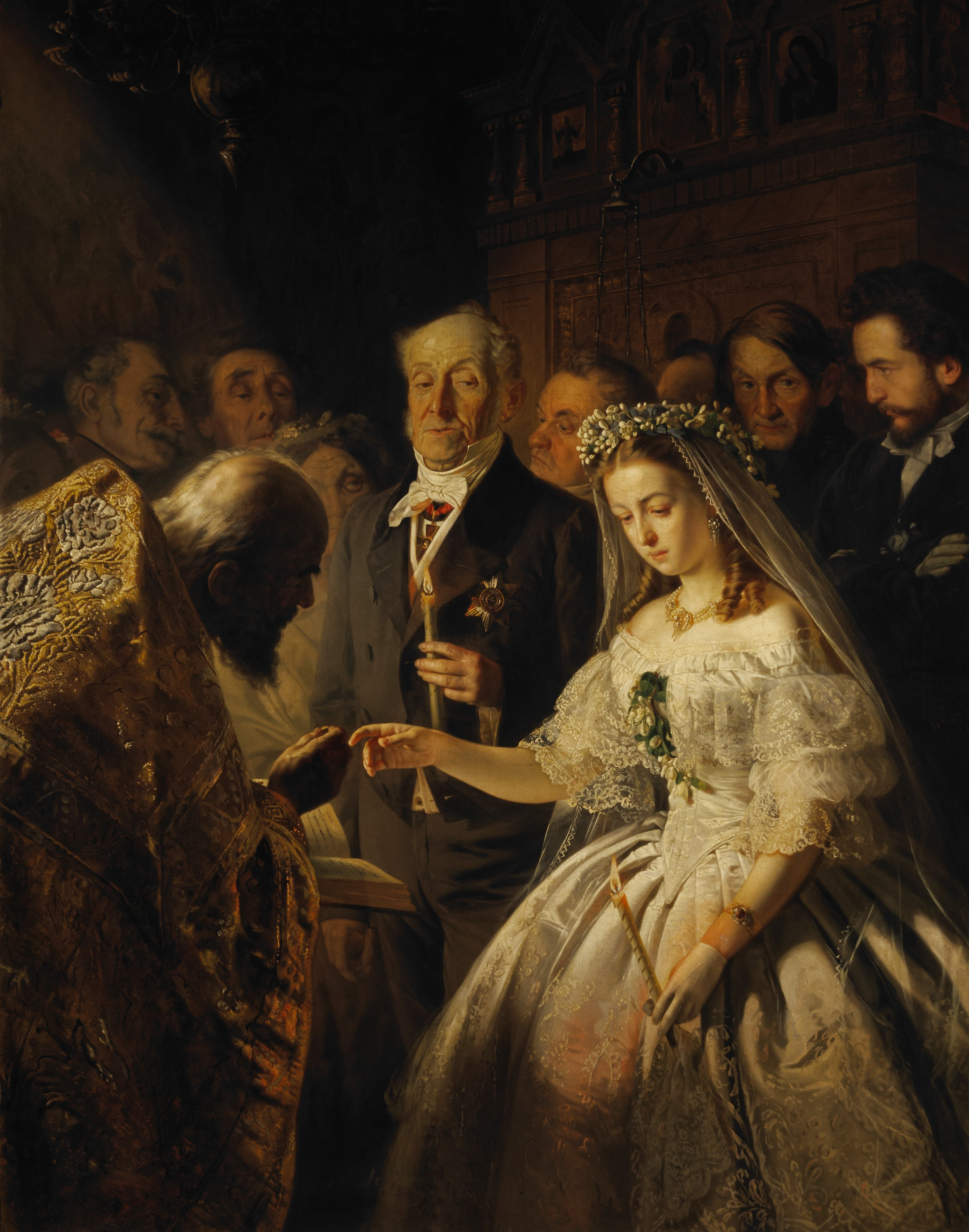
Noivado ortodoxo retratado por Vasily Vladimirovich Pukirev em 1862.

Muito da controvérsia gira em torno da forma de interpretar o código doméstico do Novo Testamento (Haustafel), termo cunhado por Martinho Lutero, que tem como foco principal as relações hierárquicas entre três pares de classes sociais controladas pelo direito romano: maridos/esposas, pais/filhos e senhores/escravos. Os ensinamentos apostólicos, com variações, que constituem o que se denomina “código doméstico” aparecem em quatro epístolas do Apóstolo Paulo e em 1 Pedro.
No início da República Romana, muito antes de Cristo, a lei da manus, junto com o conceito de patria potestas (poder dos pais), conferia ao marido poder autocrático quase absoluto sobre sua esposa, filhos e escravos, incluindo o poder de vida e morte. Na prática, a forma extrema desse direito era raramente exercida, sendo posteriormente limitada pela legislação.
O teólogo Frank Stagg:pp.187ff encontra os princípios básicos do código na discussão de Aristóteles sobre a casa no Livro 1 da Política e em Hypothetica 7.14 de Fílon.
O estudo sério do Código doméstico do Novo Testamento (Haustafel) teve início com Martin Dilbelius em 1913, com uma ampla gama de estudos desde então. Em uma dissertação de Tubinga, James E. Crouch conclui que os primeiros cristãos encontraram no judaísmo helenístico um código que adaptaram e cristianizaram.
Os Staggs acreditam que as várias ocorrências do Código doméstico do Novo Testamento na Bíblia tinham por objetivo atender às necessidades de ordem dentro das igrejas e na sociedade da época. Eles sustentam que o código doméstico do Novo Testamento é uma tentativa de Paulo e Pedro de cristianizar o conceito de relacionamentos familiares para cidadãos romanos que se tornaram seguidores de Cristo. Os Staggs escrevem que há indícios nas escrituras de que, porque Paulo ensinou que eles encontraram uma liberdade “em Cristo”, esposas, filhos e escravos estavam tirando vantagem indevida do Haustafel tanto em casa quanto na igreja.
A forma do código que enfatiza deveres sociais recíprocos tem origem no próprio contexto oriental do judaísmo, com sua forte exigência moral e ética, mas também com uma visão inferior da mulher... No fundo, provavelmente está a tensão perene entre liberdade e ordem... O que importava para (Paulo) era “uma nova criação” e “em Cristo” não há “nem judeu nem grego, nem escravo nem livre, nem homem nem mulher”.
Duas dessas versões cristianizadas do código encontram-se em Efésios 5 (que contém as expressões “o marido é cabeça da esposa” e “mulheres, submetam-se a seus maridos”) e em Colossenses 3, que instrui as esposas a se subordinar aos seus maridos.
A importância do significado de “cabeça”, conforme usado pelo Apóstolo Paulo, é fundamental no conflito entre a posição complementarista e a visão igualitária. A palavra que Paulo utilizou em grego, transliterada como kephalē, originou a palavra inglesa moderna cephalic (səˈfælɪk), que significa “relativo à cabeça; ou localizado em, na ou perto da cabeça.” Uma pesquisa exaustiva de concordância realizada por Catherine Kroeger mostra que o uso mais frequente de “cabeça” (kephalē) no Novo Testamento refere-se à “cabeça anatômica de um corpo”. Ela constatou que o segundo uso mais frequente no Novo Testamento transmitia o sentido metafórico de “fonte”. Outros autores igualitários, como Margaret Howe, concordam com Kroeger, escrevendo que “A palavra ‘cabeça’” deve ser entendida não como “governante”, mas como “fonte”.
Wayne Grudem critica a tradução comum de kephalē nessas passagens apenas como “fonte”, argumentando que denota “chefe autoritativo” em textos como 1 Coríntios 11. Para ele, esse versículo significa que Deus Pai é o chefe autoritativo do Filho e, por sua vez, Jesus é o chefe autoritativo da igreja, não apenas sua fonte. Por extensão, conclui-se que, no casamento e na igreja, o homem é o chefe autoritativo da mulher.
Outra forma de definir a palavra “cabeça” e, portanto, a relação entre marido e mulher na Bíblia, é por meio do exemplo dado pelo contexto imediato em que a palavra aparece. Nesse contexto, marido e esposa são comparados a Cristo e sua igreja. O contexto parece implicar uma estrutura de autoridade baseada no sacrifício do homem por sua esposa, como Cristo fez pela igreja; uma estrutura de autoridade fundada no amor, em que a submissão não é exigida, mas oferecida livremente com base no cuidado dedicado à esposa.
Algumas referências bíblicas sobre esse tema são debatidas conforme a escola teológica. O método histórico-gramatical é uma técnica de hermenêutica bíblica que busca descobrir o significado do texto levando em conta não apenas as palavras gramaticais, mas também aspectos sintáticos, o contexto cultural e histórico e o gênero literário. Assim, referências a uma cultura patriarcal bíblica podem ou não ser relevantes para outras sociedades. O que é considerado verdade eterna por uma pessoa ou denominação pode ser visto como norma cultural ou opinião menor por outra.

### Visão igualitária
Ver também
Os igualitaristas cristãos (do francês “égal”, que significa “igual”) acreditam que o casamento cristão deve ser um matrimônio sem hierarquia — uma parceria plena e igualitária entre esposa e marido. Eles enfatizam que, em nenhum lugar do Novo Testamento, existe exigência de que a esposa obedeça ao marido. Embora “obedecer” tenha sido incluído nas promessas de casamento durante grande parte da Idade Média, seu único respaldo no Novo Testamento encontra-se em 1 Pedro 3, e mesmo assim apenas por implicação a partir da obediência de Sara a Abraão.:p.190 Escrituras como Gálatas 3:28 afirmam que, em Cristo, os relacionamentos corretos são restaurados e que nele “não há judeu nem grego, escravo nem livre, homem nem mulher, pois todos vocês são um em Cristo Jesus”.
Os igualitaristas cristãos interpretam as escrituras como indicando que Deus pretendia que os cônjuges praticassem a submissão mútua, cada um em igualdade com o outro. A expressão “submissão mútua” vem de uma passagem em Efésios 5 que precede os conselhos para as três relações domésticas da época, incluindo a escravidão. Ela diz: “Sujeitem-se uns aos outros no temor de Cristo”, esposas aos maridos, filhos aos pais e escravos a seus senhores. Os igualitaristas cristãos acreditam que a parceria plena no casamento é a visão mais bíblica, produzindo uniões íntimas, saudáveis e reciprocamente gratificantes.
A visão igualitária cristã do casamento afirma que o gênero, por si só, não privilegia nem limita os dons ou o chamado de um crente para qualquer ministério na igreja ou no lar. Não implica que mulheres e homens sejam idênticos ou indiferenciados, mas afirma que Deus criou homem e mulher para se complementarem e beneficiarem mutuamente. Um princípio fundamental dos igualitaristas cristãos é que o marido e a esposa são criados igualmente e ordenados por Deus a “tornarem-se um”, um princípio bíblico estabelecido por Deus em Gênesis 2, reafirmado por Jesus em Mateus 19 e Marcos 10, e pelo Apóstolo Paulo em Efésios 5. Portanto, eles entendem que a “unidade” aponta para a igualdade de gênero no casamento. Acreditam que o modelo bíblico para casamentos cristãos é que os cônjuges compartilhem responsabilidades iguais dentro da família — não um sobre o outro nem um sob o outro.
O trecho de Gálatas 3 vem logo depois de Paulo afirmar que não se submeteria ao que era “hipócrita” ao Evangelho. O apóstolo Pedro havia confirmado a verdade do Evangelho em relação aos gentios com suas palavras, mas suas ações o comprometeram.
Defensores do Igualitarismo cristão acreditam que esse modelo tem respaldo bíblico sólido:
- A palavra traduzida como “auxiliar” em Gênesis 2, até há pouco, era geralmente entendida como subordinar a esposa ao marido. A KJV a traduz como Deus dizendo: “Farei uma auxiliar ideal para ele”. A primeira distorção foi extrabíblica: o substantivo “auxiliar” e o adjetivo “ideal” foram tradicionalmente combinados em um novo substantivo, “auxiliar ideal”. Assim, esposas eram frequentemente referidas como “auxiliar ideal” de seus maridos. Em seguida, da palavra “auxiliar” foram inferidas distinções de autoridade/submissão entre homens e mulheres. “Auxiliar” foi tomado para significar que o marido era chefe e a esposa sua subordinada. Hoje se percebe que, das 21 vezes que a palavra hebraica ’ezer é usada no Antigo Testamento, em oito dessas instâncias o termo claramente significa “salvador” — outro termo para Jeová Deus. Por exemplo, o Salmo 33 diz “o Senhor... é o nosso auxílio (‘ezer) e escudo”. O Salmo 121 diz “Elevo os meus olhos para os montes — de onde vem o meu auxílio (‘ezer)? O meu auxílio (‘ezer) vem do Senhor, o Criador do céu e da terra”. Essa palavra hebraica não é usada na Bíblia em referência a pessoa subordinada, como um servo.[150]:p.28 Assim, as formas de ’ezer na Bíblia hebraica podem significar “salvar”, “ser forte” ou transmitir a ideia de poder e força.[151]

- O conceito de “dois se tornando um”, citado pela primeira vez em Gênesis 2, foi retomado por Jesus em seus ensinamentos sobre o casamento e registrado quase que identicamente nos evangelhos de Mateus e Marcos.[152] Nesses trechos, Jesus reitera o conceito ao acrescentar um posfácio divino à passagem de Gênesis: “Portanto, já não são dois, mas uma só carne.” (NVI)

- O Paulo, o apóstolo também citou a passagem de Gênesis 2:24 em Efésios 5.[49] Descrevendo-a como um “mistério profundo”, ele a compara a “Cristo e a igreja”.[153] Em seguida, Paulo afirma que todo marido deve amar a esposa como a si mesmo.[154]

- Jesus, de fato, proíbe qualquer hierarquia de relacionamentos entre cristãos. Todos os três Evangelhos sinóticos registram praticamente o mesmo ensinamento de Jesus, o que ressalta sua importância:[155][156]

- O Paulo, o apóstolo exorta maridos e esposas a estarem sujeitos “uns aos outros” por reverência a Cristo — submissão mútua.[157]

- Como pessoas, marido e esposa têm igual valor. Não há prioridade de um cônjuge sobre o outro. Na verdade, eles são um só. O estudioso bíblico Frank Stagg e a classicista Evelyn Stagg escrevem que a igualdade entre marido e mulher produz casamentos mais íntimos, saudáveis e mutuamente satisfatórios. Eles concluem que a declaração do apóstolo Paulo, às vezes chamada de “Carta Magna da Humanidade”[158] e registrada em Gálatas 3, aplica-se a todos os relacionamentos cristãos, inclusive o casamento: “Não há judeu nem grego; não há escravo nem livre; não há homem nem mulher; pois todos vocês são um em Cristo Jesus.”

- O apóstolo Pedro chama maridos e esposas de “coerdeiros da graça da vida” e adverte que, se o marido não for sensível com a esposa e não a tratar com respeito, suas orações serão impedidas.[159]

- Cada uma das seis vezes que Áquila e Priscila são mencionados no Novo Testamento aparece em conjunto. A ordem de aparição alterna, com Áquila mencionado primeiro na primeira, terceira e quinta menções, e Priscila (Prisca) em primeiro nas outras três.[160] Algumas revisões da Bíblia colocam Priscila em primeiro, em vez de Áquila, em Atos 18:26, seguindo a Vulgata e alguns textos gregos.[161] Alguns estudiosos sugerem que Priscila era a responsável pela unidade familiar.[162]

- Entre cônjuges, é possível submeter-se sem amor, mas é impossível amar sem se submeter mutuamente.[163]

O paradigma igualitário deixa a cargo do casal decidir quem é responsável por determinada tarefa ou função no lar. Tais decisões devem ser tomadas de forma racional e sábia, não com base no gênero ou na tradição. Exemplos de lógica decisória do casal podem incluir:
- qual cônjuge é mais competente para determinada tarefa ou função;
- qual tem melhor acesso a ela;
- ou, se decidirem que ambos são igualmente competentes e têm acesso comparável, podem tomar a decisão com base em quem prefere essa função ou tarefa, ou, inversamente, qual deles a desgosta menos. A visão igualitária sustenta que decisões sobre a gestão das responsabilidades familiares são feitas racionalmente por meio da cooperação e negociação, não em função de tradições (por exemplo, “trabalho de homem” ou “de mulher”) nem por qualquer outro critério irrelevante ou irracional.[165][166]

### Visão complementar
Complementaristas defendem uma estrutura hierárquica entre marido e esposa. Eles acreditam que homens e mulheres têm papéis específicos de gênero que permitem que cada um complemente o outro, daí a designação “complementaristas”. A visão complementar do casamento sustenta que, embora marido e esposa tenham igual valor perante Deus, maridos e esposas recebem funções e responsabilidades diferentes de Deus, baseadas no gênero, e que a liderança masculina é ordenada biblicamente, de modo que o marido seja sempre a autoridade sênior. Eles afirmam que “observam com profunda preocupação” as “distorções ou negligências da harmonia jubilosa retratada nas Escrituras entre a liderança inteligente e humilde de maridos redimidos e o amoroso e voluntário apoio dessa liderança pelas esposas redimidas”.
Eles acreditam que “a Bíblia apresenta uma cadeia clara de autoridade — acima de toda autoridade e poder está Deus; Deus é a cabeça de Cristo. Então, em ordem descendente, Cristo é a cabeça do homem, o homem é a cabeça da mulher, e os pais são a cabeça de seus filhos.”
Complementaristas ensinam que Deus pretendeu que os homens liderassem suas esposas como “chefes” da família. Wayne Grudem, em um artigo que interpreta a “submissão mútua” de Efésios 5 como hierárquica, escreve que isso significa “ser atencioso uns com os outros, cuidar das necessidades uns dos outros, ser solidário uns com os outros e sacrificar-se uns pelos outros.”
Escrituras como 1 Coríntios 11:3: “Mas quero que saibais que Cristo é a cabeça de todo homem, e o homem é a cabeça da mulher, e Deus é a cabeça de Cristo” (KJV) são entendidas como significando que a esposa deve sujeitar-se ao marido, se não incondicionalmente.
Eles defendem que a mulher é ordenada a estar em subordinação à liderança masculina com base em preceitos e princípios do Antigo Testamento.
Grudem também reconhece exceções à submissão da esposa ao marido quando questões morais estão envolvidas. Em vez de obediência incondicional, autores como Piper e Grudem alertam que a submissão da esposa nunca deve levá-la a “seguir o marido no pecado”.

### Patriarcado bíblico
O modelo patriarcal de casamento é claramente o mais antigo. Caracterizava o entendimento teológico da maioria dos escritores do Antigo Testamento. Ele prescreve a supremacia, às vezes a dominação total, do marido-pai na família. No Império Romano do primeiro século, na época de Jesus, Paulo e Pedro, era a lei do país e dava ao marido autoridade absoluta sobre sua esposa, filhos e escravos — até o poder de vida ou morte. Ele subordina todas as mulheres.
O patriarcado bíblico é similar ao Complementarianismo, mas com diferenças de grau e ênfase. Patriarcas bíblicos levam o modelo de chefia do marido muito mais adiante e com maior militância. Enquanto os complementaristas defendem liderança exclusivamente masculina no lar e na igreja, o patriarcado bíblico estende essa exclusão à esfera cívica, de modo que as mulheres não devem ser líderes civis e, de fato, não devem ter carreiras fora de casa.
O patriarcado baseia-se no autoritarismo — obediência ou submissão completa à autoridade masculina em oposição à liberdade individual. Ele dá preeminência ao masculino em praticamente todos os assuntos de religião e cultura e privou explicitamente as mulheres de direitos sociais, políticos e econômicos básicos. O relacionamento conjugal reforçava essa dominância, fornecendo estruturas religiosas, culturais e legais que favoreciam o patriarcado em detrimento da dignidade humana básica das esposas.
Historicamente, no patriarcado clássico, esposas e filhos eram sempre legalmente dependentes do pai, assim como escravos e outros servos. Era o modo de vida na maior parte do Antigo Testamento, mas não era exclusivo do pensamento hebraico: com leves variações, caracterizava praticamente todas as culturas pagãs daquela época.
Embora as Escrituras permitissem esse arranjo no Antigo Testamento, em nenhum lugar a Bíblia o ordena. Na nação hebraica, o patriarcado parece ter evoluído como expressão de dominação e supremacia masculinas e de um duplo padrão prevalente em grande parte do Antigo Testamento. Defensores contemporâneos insistem que é o único modelo bíblico válido de casamento hoje, argumentando que foi estabelecido na Criação e, portanto, é um decreto firme e imutável de Deus sobre as posições relativas de homens e mulheres.
Patriarcistas bíblicos veem o que chamam de crise atual como um ataque sistemático às “verdades eternas do patriarcado bíblico”. Acreditam que isso inclui o movimento para “subverter o modelo bíblico de família e redefinir o próprio significado de paternidade e maternidade, masculinidade, feminilidade e a relação entre pais e filhos”. Argumentam, a partir da apresentação bíblica de Deus como masculino, que Ele ordenou papéis de gênero distintos para homem e mulher desde o princípio, antes da entrada do pecado no mundo. Para eles, o homem tem autoridade e mandato divinos para dirigir “seu” lar em caminhos de obediência a Deus, e seu sucesso em governar bem a família qualifica-o para liderar na esfera pública.
William Einwechter chama a visão complementar tradicional de “complementarianismo de dois pontos” (família e igreja) e vê o patriarcado bíblico como “complementarianismo de três pontos” ou “completo” (família, igreja e sociedade).
Os patriarcas ensinam que “a mulher foi criada para ser auxiliar do marido, para procriar e como ‘guardadora do lar’”, concluindo que o lar é a esfera de dominância ordenada por Deus para a esposa. Eles consideram que “ser fiel a Cristo requer que (o patriarcado bíblico) seja acreditado, ensinado e vivido” e afirmam que “o homem é... a imagem e a glória de Deus em termos de autoridade, enquanto a mulher é a glória do homem”. Ensinam que a esposa deve ser obediente ao seu “chefe” (marido), com base em ensinamentos e modelos do Antigo Testamento.

### Outras visões
- Feminismo cristão